# Mycetophila brachypoda
Mycetophila brachypoda är en tvåvingeart som beskrevs av Ostroverkhova 1979. Mycetophila brachypoda ingår i släktet Mycetophila och familjen svampmyggor. Inga underarter finns listade i Catalogue of Life.